# Сражение при Месаке
Сражение при Месаке (фр. bataille de Messac) — состоявшееся в мае 843 года около селения Месак сражение, в котором войско западных франков во главе с графом Нанта Рено Эрбожским нанесло поражение войску бретонцев под командованием Эриспоэ, сына правителя Бретани Номиноэ. Первая из битв Франкско-бретонской войны 841—851 годов.

## Исторические источники
О сражении при Месаке сообщается в нескольких раннесредневековых исторических источниках. В том числе, об этом событии упоминается в «Бертинских анналах», в «Ангулемских анналах», в «Нантской хронике», в «Фонтенельской хронике», в «Хронике Анже», в хронике Адемара Шабанского, а также в труде Адревальда Флёрийского «Чудеса святого Бенедикта». Из них наиболее подробное свидетельство о франкско-бретонском конфликте 843 года содержится в созданной в XI веке «Нантской хронике», авторы которой использовали какие-то более ранние источники из Анже, вероятно, записанные ещё в правление Карла II Лысого. Это единственная из раннесредневековых хроник, разделяющая сражения при Месаке и при Блене.

## Предыстория
Франкско-бретонские вооружённые столкновения начались вскоре после смерти императора Людовика I Благочестивого, скончавшегося в 840 году. Их причиной стало желание правителя Бретани, графа Ванна Номиноэ, добиться независимости от короля Западно-Франкского государства Карла II Лысого, а в случае успеха военных действий, и расширить свои владения. В свою очередь, Карл Лысый намеревался поставить под свой полный контроль территорию Бретани, властителей которой монархи Франкского государства со времён Карла Великого считали своими вассаламии.
Первоначально Номиноэ оказывал помощь Карлу II Лысому в борьбе против мятежной франкской знати. Однако после битвы при Фонтенуа он предпочёл поддержать противников короля.
Ситуация во франкско-бретонском пограничьи значительно обострилась в 843 году, когда на сторону Номиноэ перешёл Ламберт II, один из вассалов Карла II Лысого, в силу родственных связей претендовавший на власть над Нантским графством, но обделённый королём. После этого союзником Номиноэ стал и Гастинг, конунг действовавших на Луаре викингов, нанявшийся на службу к графу Ламберту.

## Сражение
Опасаясь нападения бретонцев, жители Нанта обратились за помощью к своему графу Рено Эрбожскому, находившемуся тогда в Пуату. Тот спешно возвратился в свои владения и организовал оборону города. Вероятно, тогда же Рено стало известно о болезни Номиноэ, из-за которой тот поручил командование бретонской армией своему сыну Эриспоэ.
Получив это известие, граф Рено во главе немногочисленного войска незамедлительно выступил в поход, надеясь нанести поражение ещё неопытному в воинском деле Эриспоэ до того, как тот объединится с войском графа Ламберта II. Вблизи селения Месак франки столкнулись с авангардом армии Эриспоэ, переправлявшимся через реку Вилен, и неожиданно для бретонцев атаковали их. По данным «Нантской хроники», в произошедшем на берегу Вилена сражении франки одержали победу: множество бретонских воинов было убито, а уцелевшие обратились в бегство. Только появление на поле боя отряда Ламберта II спасло бретонцев от полного разгрома, а Эриспоэ от гибели.

## Последствия
Ошибочно посчитав, что разгрому подверглось всё бретонское войско, Рено Эрбожский двинулся обратно в Нант, но на обратном пути 24 мая потерпел поражение в сражении при Блене. Граф Рено пал на поле боя, а оставшийся без защиты Нант 24 июня был захвачен викингами Гастинга.